# Iraque nos Jogos Olímpicos de Verão de 1980
O Iraque  participou dos Jogos Olímpicos de Verão de 1980 em Moscou, na União Soviética. Não conquistou nenhuma medalha, nem de ouro, nem de prata e nem de bronze. Foi a 5ª participação do país em Jogos Olímpicos de Verão.